# Нейтронний гамма-метод
Нейтронний гамма-метод (рос. нейтронный гамма-метод, англ. neutron gamma-ray method; нім. Neutronen-Gamma-Verfahren n) – метод експресного кількісного аналізу хімічного складу матеріалів і речовин, оснований на вимірюванні характеристик гамма-випромінювання, що виникає при непружному розсіюванні і поглинанні нейтронів у породах при опроміненні їх зовнішнім джерелом нейтронів. У лабораторних умовах з цією метою застосовуються сучасні гамма-спектрометри.